# Chiesa dei Santi Pietro e Paolo (Ledro)
La chiesa dei Santi Pietro e Paolo è la parrocchiale di Tiarno di Sopra, frazione di Ledro nella Valle di Ledro.

## Storia
Una prima cappella, dedicata al solo San Pietro, risale ai secoli X o XI, ed era utilizzata dalle due vicine località di Tiarno di Sopra e Tiarno di Sotto che, attorno al XIV secolo sembra non concordassero sulla distribuzione delle spese relative al mantenimento di tale luogo sacro.
Nel 1562 la piccola cappella venne ristrutturata su precisi suggerimenti del cardinale e principe vescovo di Trento Bernardo Clesio, che vi si era recato in visita pastorale nel 1537. Un secolo dopo la chiesa venne nuovamente restaurata ed ampliata, fu allargata la navata e vennero aggiunti il coro, sagrestia e campanile, e subito dopo venne consacrata. Nuovi lavori di ristrutturazione seguirono nel 1702, nel 1740 e nel 1912. Dopo i danni subiti durante il primo conflitto mondiale la chiesa venne ricostruita e riconsacrata, nel 1939. 
Divenne chiesa parrocchiale il 29 dicembre 1959.
A partire dal 1981 iniziarono nuovi lavori di restauro.

La chiesa come appariva prima dell'ampliamento del 1930
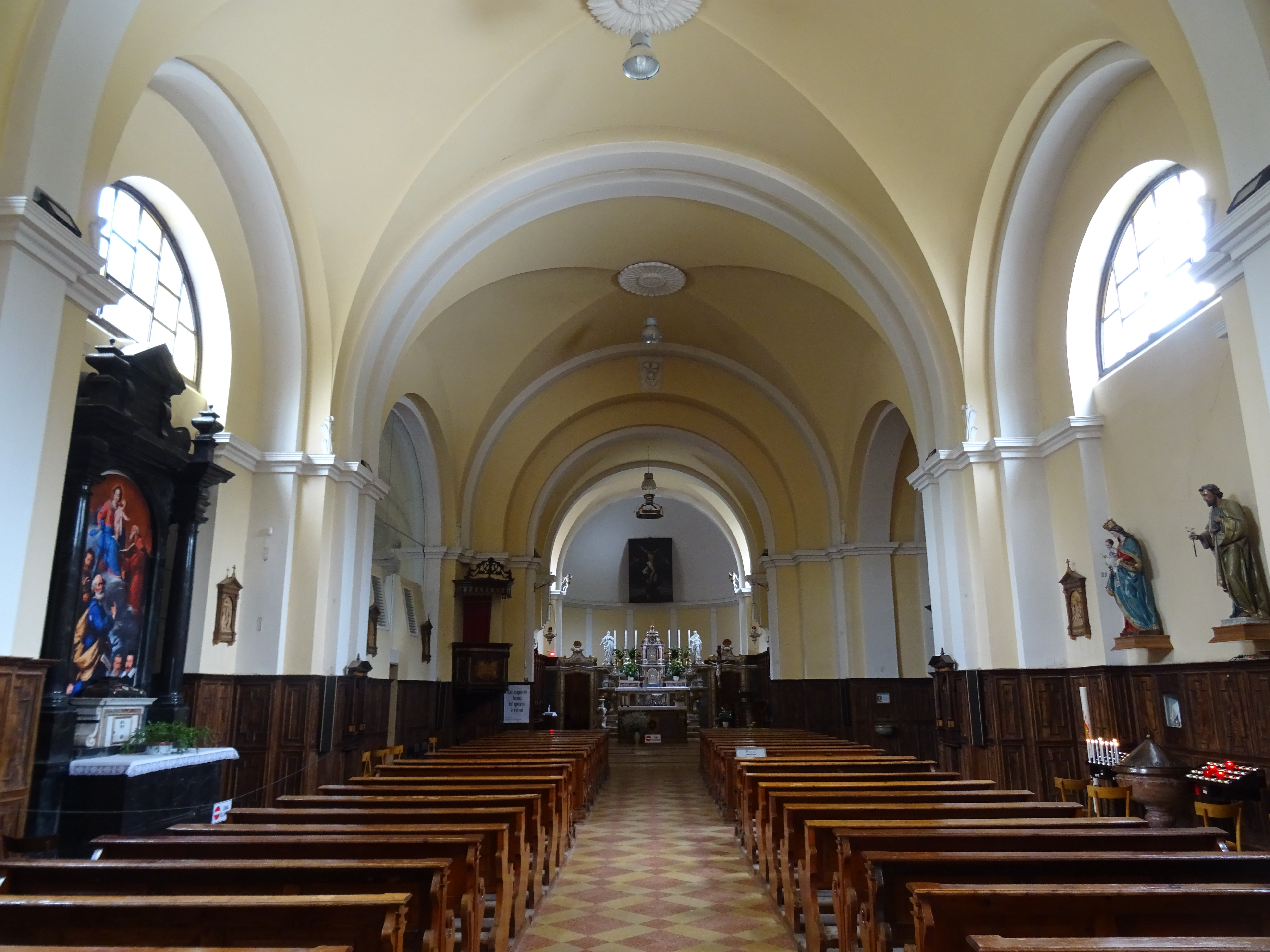
Interno
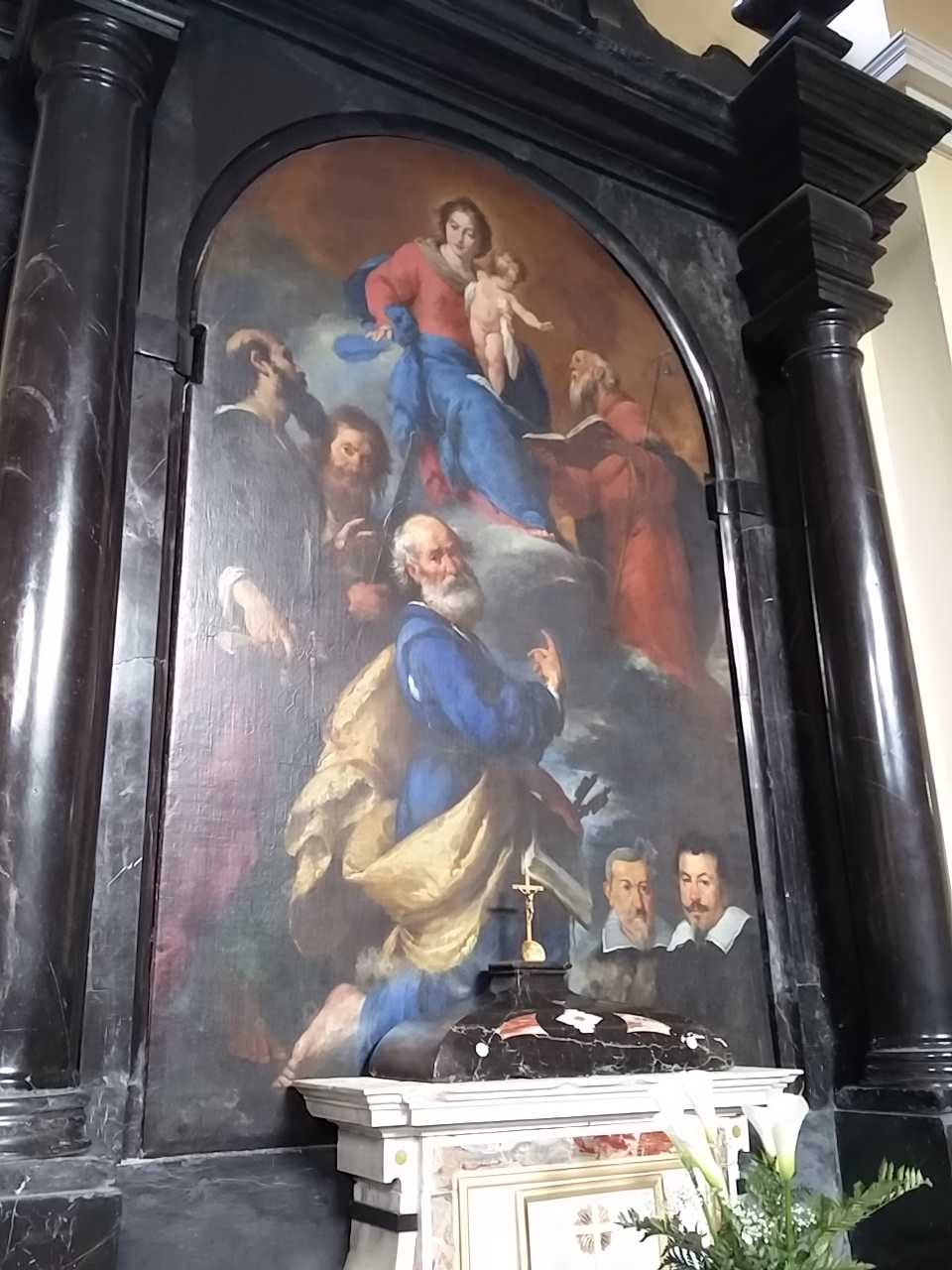
Ancona sull'altar maggiore della chiesa dei Santi Pietro e Paolo